# Metallogorgia splendens
Metallogorgia splendens är en korallart som först beskrevs av Addison Emery Verrill 1883.  Metallogorgia splendens ingår i släktet Metallogorgia och familjen Chrysogorgiidae. Inga underarter finns listade i Catalogue of Life.